# Amanaki Nicole
Amanaki Nicole (8 de fevereiro de 1992) é um jogador de rugby sevens neozelandês.

## Carreira
Nicole integrou a Seleção Neozelandesa de Rugby Sevens Masculino nos Jogos Olímpicos de Verão de 2020 em Tóquio, quando conquistou a medalha de prata após confronto com a equipe das Fiji na final.